# Voo Advance Airlines 4210
O Voo Advance Airlines DR4210 foi um voo regular de passageiros que caiu no aeroporto de Sydney em 21 de fevereiro de 1980, matando todas as 13 pessoas a bordo do Beechcraft King Air 200 da Advance Airlines. Após decolar na pista 25 para um voo programado, o motor esquerdo da aeronave falhou e o piloto solicitou um pouso de emergência na pista 34. O avião se chocou contra um paredão enquanto tentava o pouso de emergência. O acidente causou o maior número de fatalidades em um acidente de aeronave civil na Austrália desde o Voo MacRobertson Miller Airlines 1750, um Vickers Viscount que caiu perto de Port Hedland, na Austrália Ocidental, em 31 de dezembro de 1968, matando todos os 26 a bordo.

## Acidente
O King Air VH-AAV estava operando como o voo DR4210 da Advance Airlines para Temora e Condobolin, Nova Gales do Sul, com um único piloto e 12 passageiros a bordo. A aeronave começou a decolar na pista 25 às 19:08 horas e após subir a uma altura de mais que 150 pés (46 metros), observou-se que a aeronave nivelou e entrou em uma margem rasa para a esquerda. O piloto entrou em contato com a torre de controle informando que havia sofrido falha no motor esquerdo e solicitando o retorno imediato ao pouso na pista 34. O Controle de Tráfego Aéreo reconheceu este pedido e autorizou o King Air a fazer uma abordagem visual da pista atrás de um Boeing 727 da Ansett Airlines na abordagem final.
Conforme o VH-AAV continuou a virar em direção à pista, ele desceu apenas alguns metros acima da água em direção a um paredão que fechava a pista que se estendia até a baía de Botany. Esta manobra fez com que o controlador da torre indagasse se a aproximação e pouso ocorreria normalmente. A resposta do piloto oito segundos depois foi "Alpha Alpha Victor negativo". Esta foi a transmissão final da aeronave. Às 19:09:08, o sistema de alarme de colisão do Aeroporto de Sydney foi ativado, e o 727 da Ansett anterior foi instruído a acelerar sua corrida de pouso e desocupar a pista. Ás 19:09:20 VH-AAV foi autorizado a aterrar, mas esta autorização não foi atendida. Às 19:09:22, a aeronave colidiu o paredão de 6 pés (1,8 metros) acima da linha d'água. A duração total do voo foi de 106 segundos, desde a liberação dos freios até o impacto. Cinco equipamentos de combate a incêndio foram enviados ao local do acidente e as equipes extinguiram o incêndio 10 minutos após o acidente.
O impacto inicial causou a desintegração da asa esquerda enquanto uma seção da asa direita, incluindo seu motor, se separou da aeronave e parou adjacente à pista. A fuselagem foi engolfada por uma explosão causada pela ignição do combustível quando as estruturas das asas se separaram. Os destroços principais saltaram sobre o paredão e caíram invertidos em uma pista de taxiamento, deslizando ao longo do solo por uma distância de aproximadamente 55 metros. Todos os 13 ocupantes da aeronave morreram no acidente.

## Investigação e consequências
O acidente teve um impacto profundo na comunidade da pequena cidade de Temora, uma vez que todos os 12 passageiros mortos eram residentes dos distritos vizinhos. As vítimas incluíam um policial local, sua esposa e filho de uma semana que havia sido transportado de avião para Sydney cinco dias antes do acidente porque precisava de tratamento médico urgente para um problema respiratório. A família estava voltando para casa a bordo do voo 4210. Foi revelado pelo Sydney Morning Herald no dia seguinte ao acidente que o deputado estadual de Temora, Jim Taylor, tinha voado regularmente aquele serviço naquele dia da semana, mas esta semana em particular voou para Parkes porque sua esposa tinha estado a área.
A investigação inicial do acidente foi conduzida pela Divisão de Investigação de Segurança Aérea do Departamento de Transporte e seu relatório foi divulgado em setembro de 1981. Embora esta investigação não possa determinar de forma conclusiva a causa do acidente, várias conclusões foram feitas sobre os eventos que levaram ao acidente. Estes incluíram a aeronave sendo mais pesada do que o peso máximo permitido em cerca de 128 kg (282 lb) no momento da partida, devido a um procedimento da companhia de usar pesos padrão estimados dos passageiros. Uma alteração foi feita no Manual de Operações da empresa, aconselhando os pilotos a usar uma configuração de potência reduzida para a decolagem para reduzir o desgaste dos motores da aeronave, mas essa alteração não foi aprovada pelo Departamento de Transporte. Quando combinado com a temperatura ambiente de 39°C  e uma aeronave com excesso de peso, esses fatores afetaram adversamente a carga de trabalho do piloto único e reduziram o desempenho do monomotor do King Air de forma crítica. A investigação determinou que o motor esquerdo provavelmente havia falhado devido à contaminação da água dos tanques de combustível da aeronave, mas a fonte da contaminação não foi especificada.
Uma comissão de inquérito, chefiada por Sydney Frost, foi convocada em 1° de dezembro de 1981, com duração de 90 dias. Em 27 de janeiro de 1982, o conselho ouviu a testemunha de um ex-piloto chefe da Advance Airlines, que disse ao inquérito que nos dias em que a temperatura ultrapassava 28°C (como no dia do acidente), seria necessário utilizar uma configuração de potência superior à aconselhada no Manual de Operações da empresa, e que em sua interpretação do manual isso fosse bastante claro. Ele também disse à investigação que a Advance Airlines verificava se havia água no sistema de combustível cada vez que a aeronave era reabastecida. Quando ele operou a aeronave em voos regulares no dia anterior ao acidente, a aeronave teve um desempenho "muito bom". Em 1983, a comissão de inquérito publicou suas conclusões, atribuindo o acidente ao erro do piloto e à presença de água no tanque de combustível, levando à falha do motor. A comissão de inquérito recomendou que aeronaves comerciais operando na Austrália com mais de nove passageiros sejam operadas por dois pilotos. Esta recomendação foi implementada pelo regulador de aviação australiano.